# سيرجي أليكساندروفيتش (دوق روسيا الكبير)
الدوق الكبير سيرجي أليسكاندروفيتش من روسيا (11 مايو 1857- 17 فبراير 1905) هو الابن الخامس والطفل السابع للإمبراطور أليكسندر الثاني ملك روسيا. كان شخصية مؤثرة في عهد شقيقه الإمبراطور ألكسندر الثالث في روسيا وابن أخيه الإمبراطور نيكولاس الثاني، الذي كان أيضًا صهره بسبب زواج سيرجي من إليزابيث أخت زوجة القيصر ألكسندرا.
منح تعليم الدوق الأكبر سيرجي اهتمامات مدى الحياة بالثقافة والفنون. فقد اتخذ لنفسه مهنة عسكرية، كجميع الأفراد الذكور في سلالة رومانوف، وقاتل في الحرب التركية الروسية أثناء الفترة بين عامي 1877-1878، وحصل على وسام القديس جورج عن شجاعته وبطولته في المعركة. في عام 1882، عينه شقيقه القيصر ألكسندر الثالث، قائدًا للكتيبة الأولى لفوج حراس الحياة بريوبراجينسكي، وهو منصب شغله حتى عام 1891. في عام 1889، تمت ترقية الدوق الكبير سيرجي إلى رتبة لواء. في عام 1884، تزوج سيرجي الأميرة إليزابيث أميرة هيسن والراين، وحفيدة الملكة فيكتوريا. لم يثمر زواجهما عن أطفال، لكنهما أصبحا وصيين على ابني أخيه، الدوق الكبير بول أليكسندروفيتش في روسيا وهما الدوقة الكبرى ماريا والدوق الكبير ديمتري. شجع الدوق الكبير سيرجي أليكسندروفيتش وزوجته زواج ابن أخ سيرجي، القيصر نيكولاس الثاني، من الأميرة أليكس أميرة هيسن وأخت إليزابيث الصغرى.
بين عامي 1891 و1905، شغل الدوق الكبير سيرجي منصب الحاكم العام لموسكو. تلطخت سمعته في البداية بسس إلقاء اللوم عليه جزئيًا على مأساة خودينكا خلال الاحتفالات التي تلت تتويج الإمبراطور نيكولاس الثاني. بصفته حاكمًا لموسكو، فقد فرض سياسات محافظة جعلته شخصية مثيرة للاستقطاب. في بداية عهده، طرد 20 ألف يهودي من موسكو وقمع حركة طلابية لمنع انتشار الأفكار الثورية. بسبب ذلك، غالبًا ما كان يتم اعتباره رجعيًا. في عام 1894، أصبح الدوق الكبير سيرجي عضوًا في مجلس الدولة. في عام 1896 تمت ترقيته إلى رتبة فريق وتم تعيينه قائدًا لمنطقة موسكو العسكرية. بعد ثلاثين عامًا من الخدمة، استقال الدوق الكبير من منصب الحاكم في 1 يناير عام 1905، رغم بقائه رئيسًا لمقاطعة موسكو العسكرية. تم اغتياله لاحقًا في ذلك العام على يد منظمة القتال الاشتراكية الثورية من خلال تفجير قنبلة إرهابية في الكرملين خلال الثورة الروسية عام 1905.

## بداية حياته

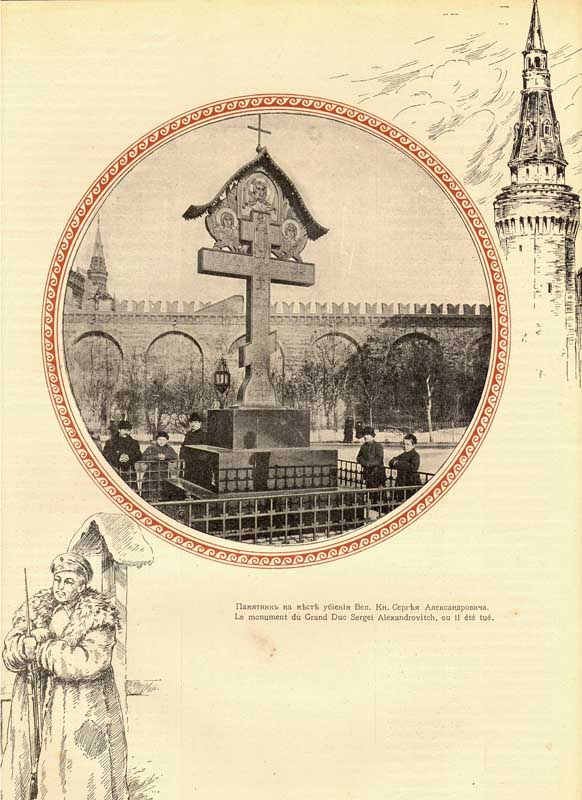
صليب فاسنيتسوف سيرجي ألكسندروفيتش

ولد الدوق الكبير سيرجي أليكسندروفيتش في 11 مايو (أو 29 أبريل على التقويم القديم) عام 1857 في جناح زوبوف بقصر كاترين في تسارسكوي سيلو. كان الطفل السابع والابن الخامس بين أولاد ألكسندر الثاني من روسيا الثمانية وزوجته الأولى ماريا ألكسندروفنا، اسمها قبل الزواج الدوقة ماكسيميليان ويلهلم دوقة هيسن والراين.
أمضى سيرجي أولى سنوات حياته، حتى وصل إلى السن الكافي ليبدأ دروسه، مع شقيقه الأصغر بول، الذي لم يكن يفترق عنه، وشقيقتهما في ليفاديا، معتكف العائلة في القرم، في تسارسكوي سيلو، وفي قصر الشتاء في سانت بطرسبرغ. بحلول الوقت الذي ولد فيه سيرجي، كانت صحة والدته قد تدهورت. ومع أنها لم تكن أمًا حنونة إلا مع ابنتها، فإن أولادها الثلاثة الصغار ماري وسيرجي وبول، كانوا مقربين منها وخاصة من بعضهم البعض. كانت ماري تحبه كثيرًا وتصفه بأنه «شاب لطيف بشكل استثنائي.. ويمكن أخذ نصيحته بشكل معقول جدًا، ليس لأنه أخي، لكن لأنه استثنائي بين الأمراء». مع مرور الوقت وبعد أن جعلت صحة الإمبراطورة من الضروري لها أن تتجنب مناخ روسيا القاسي، أمضوا فترات طويلة في الخارج في يوجينهايم خارج دارمشتات والشتاء في جنوب فرنسا. أصابت العائلة فاجعة أثناء وجودهم هناك. في أبريل عام 1865، قبل فترة قصيرة من عيد ميلاد سيرجي الثامن، توفي شقيقه الأكبر وعرابه نيكولاس، وريث التاج، في نيس. كان سيرجي في طفولته خجولًا، ومجتهدًا ومنطويًا. أصبح تحت تأثير والدته، الذي كان يشبهها في شخصيتها الكتومة، متدينًا جدًا.
منذ سبعينيات القرن التاسع عشر، بقي سيرجي وشقيقه الصغير بول في روسيا بسبب دراستهم. كان مجهزًا لهما أن يتابعا مسيرتهما المهنية في السلك العسكري، لكن معلمهما، الأدميرال أرسينيف، شجع قدرات سيرجي اللغوية والفنية والموسيقية. كان متحدثًا طليقًا في عدة لغات وتعلم الإيطالية من أجل قراءة رواية دانتي بالنسخة الأصلية. ازداد اهتمامه بالفن والثقافة الإيطاليين مع تقدمه في العمر. كان يرسم جيدًا وكان موسيقيًا، ويعزف على الفلوت في أوركسترا للهواة. كان يستمتع بالتمثيل وانغمس في التاريخ والثقافة والتقاليد الأولية لروسيا. كان يحب القراءة ومع مرور الوقت أصبح يعرف العديد من الكتاب العظماء في روسيا شخصيًا، ومن بينهم تولستوي ودوستويفسكي، الذين قرأ الدوق أعمالهما وأعجبته. التقى دوستويفسكي على العشاء في قصر الشتاء حيث دعاه معلم سيرجي.

## سيرته المهنية العسكرية
بدأ الدوق الكبير سيرجي أليكساندروفيتش حياته العسكرية في وقت مبكر من حياته. كان منذ ولادته العقيد العام لفوج توبولسك الثامن والثلاثين لجند المشاة، أصبح أيضًا العقيد المسؤول عن فوج بنادق الحرس الثاني وبقي حتى نهاية حياته العقيد المسؤول عن فوج كيفسكي غرينادير الخامس. في عيد ميلاده العشرين بتاريخ 29 أبريل عام 1877، أقسم الدوق الكبير يمين الولاء للإمبراطور. كان قد طرح عليه جولة تعليمية تم تأجيلها بعد اندلاع الحرب التركية الروسية بين عامي 1877-1878. شارك سيرجي في الحرب مع والده وأخوته، تساريفيتش ألكسندر والدوقين الكبيرين فلاديمير وأليكسي. أمضى الجزء الأكبر من وقته يخدم كملازم في الحرس الإمبراطوري الروسي تحت حكم تسارفيتش في جنوب شرق رومانيا. تمت ترقيته تبعًا لذلك إلى رتبة عقيد. في 12 أكتوبر، في أعقاب معركة ميك، قلده الإمبراطور وسام القديس جورج، لشجاعته وبطولته في المعركة مع العدو، عن حملة استكشافية استطلاعية في كارا لوما بالقرب من كوشيف. في نهاية شهر ديسمبر عام 1877، عاد سيرجي ألكسندروفيتش إلى سانت بطرسبرغ مع والده.
كان ألكسندر الثاني قد أسس عائلة جديدة مع عشيقته، فيما وقف سيرجي إلى جانب والدته المهجورة في انهيار انسجام العائلة. توفيت الإمبراطورة ماريا في يونيو عام 1880، وتم اغتيال ألكسندر الثاني، الذي تزوج عشيقته الأميرة كاثرين دولوغروكي، في مارس عام 1881 على يد إرهابيين. كان سيرجي في حينها في إيطاليا مع شقيقه بول والأدميرال أرسينيف. بعد ثلاثة أشهر، في يونيو عام 1881، ذهب الدوق الكبير إلى فلسطين برفقة بول وابن عمه الدوق الكبير قسطنطين قسطنطينوفيتش. زاروا القدس والمواقع المقدسة. ساعد في تأسيس جمعية تهدف لصيانة المزارات الأرثوذوكسية في الأرض المقدسة وتقديم الخدمات للحجاج الروس. أصبح رئيسًا لهذه الجمعية، ويعتقد أن منصبه كراع للوجود الروسي في القدس أكسبه قدرًا من المتعة أكبر من أي من واجباته الأخرى.
منذ عام 1882 وصاعدًا، تطورت حياته المهنية العسكرية، التي شغلت كمية أكبر من وقته في سانت بطرسبرغ وفي المناورات العسكرية في كراسنوي سيلو. في 15 يناير عام 1882، عينه شقيقه ألكسندر الثالث، قائدًا لفوج حرس الحياة بريوبراجينسكي، وهو فوج النخبة الذي أسس بطرس الأكبر، برتبة عقيد. بعد سبع سنوات، تمت ترقيته إلى رتبة لواء. في 26 فبراير عام 1891، عين المعاون الإدارية لحاشية سعادته (الإمبراطور). أصبح الضابط المسؤول في قرية بريوبراجينسكي. قاد سيرجي هذ الفوج حتى عام 1891، عندما عينه شقيقه الإمبراطور حاكمً عامًا لموسكو.